# The Grand Wazoo
The Grand Wazoo är ett musikalbum med Frank Zappa som släpptes i november 1972. Albumet är ett av Zappas mer jazzbetonade och musiken drar åt storbandsjazz även om det fortfarande är mycket experimentellt och det tydligt går att höra att det är Zappa.

## Låtar på albumet
Alla låtar skrivna av Frank Zappa
Sida ett
1. "The Grand Wazoo" – 13:20
2. "For Calvin (And His Next Two Hitch-Hikers)" – 6:06

Sida två
1. "Cletus Awreetus-Awrightus" – 2:57
2. "Eat That Question" – 6:42
3. "Blessed Relief" – 8:00

Total speltid: 37:03

## Medverkande
- Frank Zappa – gitarr, slagverk, keyboards och sång
- Mike Altschul – träblåsinstrument
- Billy Byers – trombon
- "Chunky" – sång
- Lee Clement – slagverk
- Alex Dmochowski – bas
- George Duke – keyboards och sång
- Earl Dumler – träblåsinstrument
- Aynsley Dunbar – gitarr och trummor
- Tony Duran – gitarr
- Erroneous – bas
- Alan Estes – slagverk
- Janet Ferguson – sång
- Fred Jackson, Jr. – träblåsinstrument
- Sal Marquez – bas, trumpet, sång och brassinstrument
- Joanne Caldwell McNabb – bas, sång, brass, träblåsinstrument
- Malcolm McNabb – trombon och horn
- Janet Neville-Ferguson – sång
- Tony Ortega – träblåsinstrument
- Joel Peskin – saxofon och träblåsinstrument
- Don Preston – bas, keyboards, Moog synthesizer och Mini Moog
- John Rotella – slagverk och träblåsinstrument
- Kenny Shroyer – trombon och brassinstrument
- Ernie Tack – horn och brassinstrument
- Ernie Watts – saxophon och träblåsinstrument
- Robert Zimmitti – slagverk